# José Albano de Carvalho da Nova Monteiro
José Albano de Carvalho da Nova Monteiro (Salvador, 16 de janeiro de 1918 – 3 de outubro de 2005) foi um médico brasileiro.
Graduado em medicina pela Faculdade de Medicina da Universidade Federal do Rio de Janeiro em 5 de dezembro de 1941. Foi eleito membro da Academia Nacional de Medicina em 1961, sucedendo Gustavo Soares de Gouvêa na Cadeira 78, que tem Barata Ribeiro como patrono.